# 粟屋站

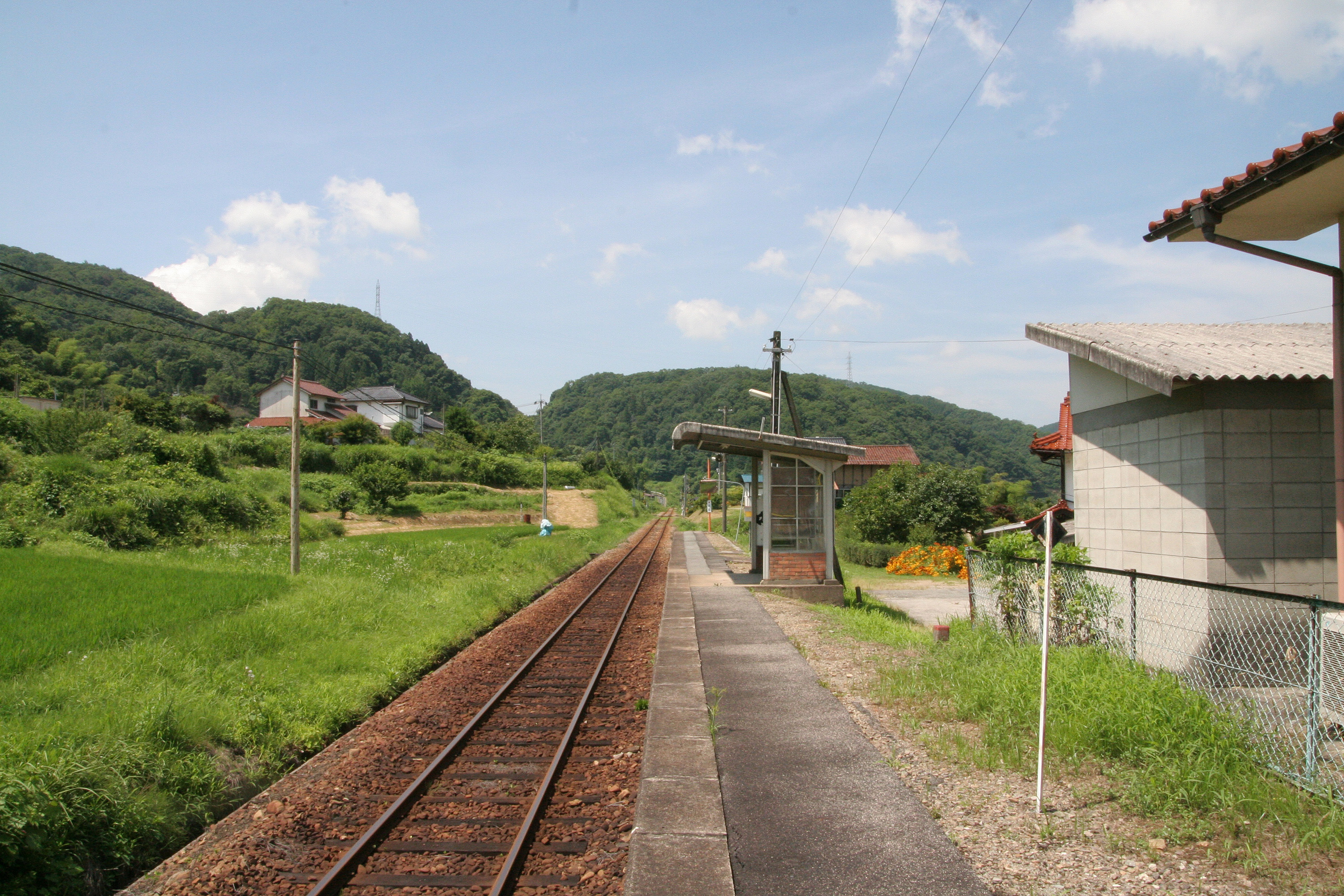
站區內一景

粟屋站（日语：／ Awaya eki */?）曾是位於日本廣島縣三次市粟屋町，屬於西日本旅客鐵道（JR西日本）三江線的鐵路車站。

## 車站構造
此站在廢站前為側式月台1面1線的地上車站和無人站，並設有自動售票機。

## 車站周邊
- 江之川

## 历史
- 1955年（昭和30年）3月31日 - 原本名為三江南線的三次至式敷間路段通車，粟屋車站同時啟用。
- 1975年（昭和50年）8月31日 - 江津至三次間的路段全通，三江南線與三江北線合併，成為三江線。
- 1987年（昭和62年）4月1日 - 因國鐵分割民營化，本站成為西日本旅客鐵道的車站。
- 2018年（平成30年）4月1日 - 因三江線全線停駛廢線，本站停止營運而隨之廢站。

## 相鄰車站
西日本旅客鐵道（JR西日本）
 三江線
船佐－長谷（一部分通過）－粟屋－尾關山

## 外部連結
- JR西日本（粟屋站） （页面存档备份，存于）